# Alojzy Bunsch

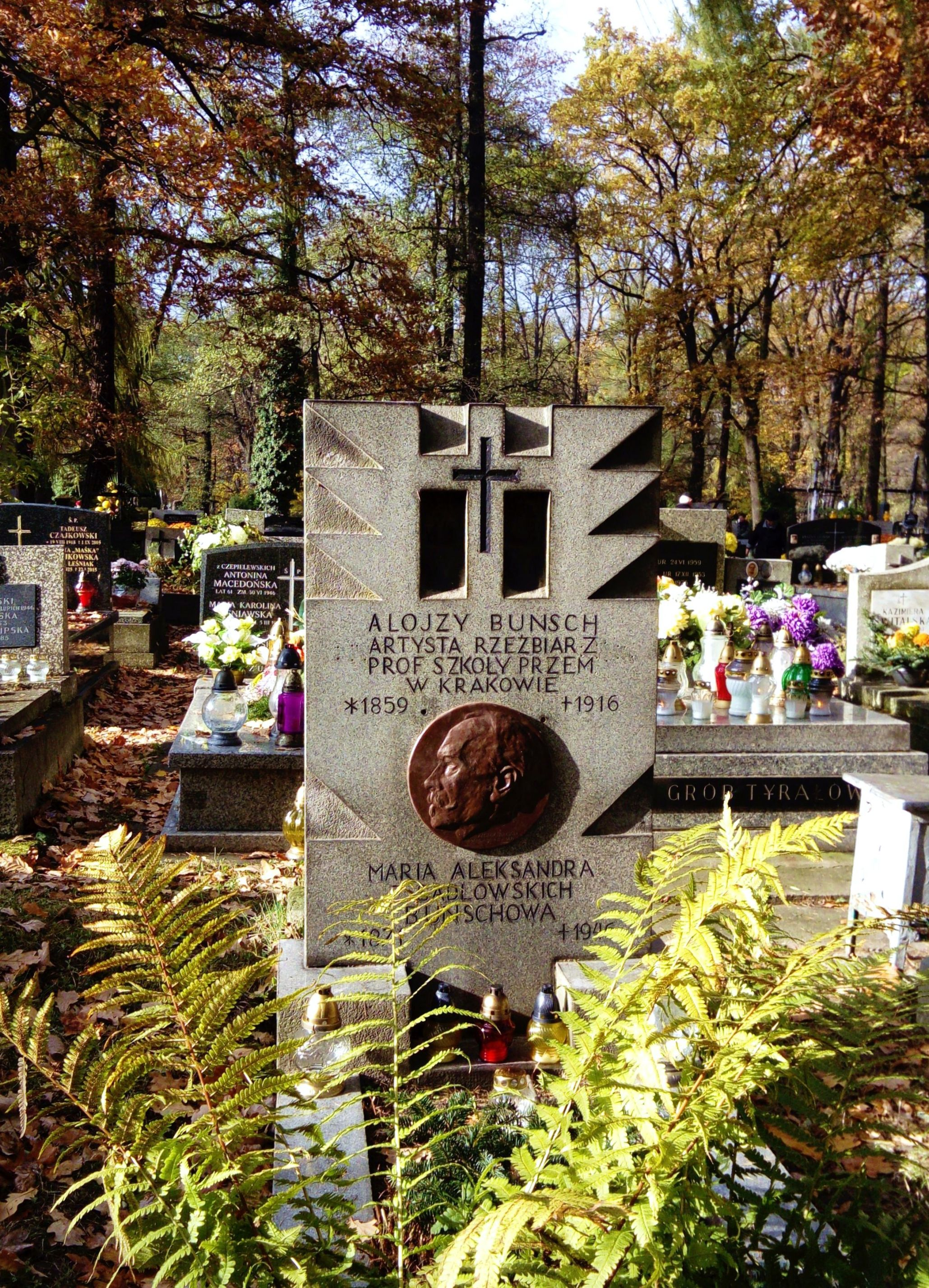
Grób Alojzego Bunscha na cmentarzu Rakowickim w Krakowie

Alojzy Bunsch (ur. 19 marca 1859 w Orăștie (węg. Szászváros) w Siedmiogrodzie, zm. 23 maja 1916 w Krakowie) – polski rzeźbiarz i pedagog. Autor rzeźb o tematyce religijnej i portretowej. W swojej twórczości reprezentował historyzm, a w okresie późniejszym nawiązywał do secesji. Ojciec malarza Adama Bunscha i pisarza Karola Bunscha.

## Życiorys
Naukę rzeźby rozpoczął pod kierunkiem Celestyna Hoszowskiego w C. K. Wyższej Szkole Realnej we Lwowie. Studia artystyczne ukończył w Akademii Sztuk Pięknych w Wiedniu (1880-1883) na wydziale rzeźby u Kaspara von Zumbuscha, autora wielu pomników wiedeńskich oraz u Edmunda Hellmera, jednego z głównych przedstawicieli wiedeńskiej secesji. W latach 1885–1887 pracował w zakładzie rzeźbiarsko-kamieniarskim E. Hausera w Wiedniu.
Był nauczycielem rysunku i rzeźby początkowo w Libercu (austr. Reichenberg), następnie w Szkole Przemysłu Drzewnego w Zakopanem w latach 1888-1892. W roku 1892 został nauczycielem, a potem profesorem Państwowej Szkoły Przemysłowej w Krakowie, gdzie pracował aż do roku 1916. Zakres jego wykładów obejmował modelowanie, rzeźbę dekoracyjną, anatomię i rysunek figur. Uczył również rysunku zawodowego na kursie wieczornym.
W latach 1894–1897 odbył podróże studyjne do Belgii i Holandii, dokształcał się także w pracowniach w Wiedniu, Berlinie, Monachium, Florencji i Rzymie, po czym otrzymał tytuł c.k. profesora. W roku 1901 wyjechał do Salzburga na specjalne studia zawodowe w dziedzinie szkolnictwa artystycznego.
Po ślubie w roku 1896 z Marią Aleksandrą Sadłowską, siostrą lwowskiego architekta Władysława Sadłowskiego, z którym kilkakrotnie współpracował przygotowując dekoracje rzeźbiarskie projektów architektonicznych, zamieszkał na stałe w Krakowie.	
Regularnie wystawiał prace w Towarzystwie Przyjaciół Sztuk Pięknych w Krakowie i we Lwowie, wziął także udział w Pierwszej Wystawie Współczesnej Polskiej Sztuki Kościelnej w Krakowie w roku 1911. Wykonał ponadto medaliony i płaskorzeźby portretowe oraz popiersia ważnych krakowskich postaci, m.in. Adama Chmiela, Władysława Łuszczkiewicza czy prof. Edwarda Medweckiego, a także wizerunki osób prywatnych, stosując często oprócz odlewów z brązu technikę gipsu polichromowanego. Uznanie przyniosły mu szczególnie dwie realizacje: wystrój rzeźbiarski secesyjnego wnętrza kaplicy grobowej rodziny Hulimków w Mycowie oraz odwołujący się do wzorów antycznych marmurowy fryz Wjazd Chrystusa do Jerozolimy w kaplicy katedry we Lwowie.
Był również członkiem Towarzystwa Miłośników Historii i Zabytków Krakowa.
Zmarł w roku 1916. Pochowany został  na cmentarzu Rakowickim w Krakowie.

## Zachowane dzieła rzeźbiarskie
- portret prof. Edwarda Medweckiego (gips polichromowany), popiersie, ok. 1897, zb. prywatne
- medalion portretowy (brąz) Władysława Łuszczkiewicza na tablicy pamiątkowej na południowej ścianie Kościoła Mariackiego w Krakowie, 1902
- medalion portretowy Władysława Łuszczkiewicza (gips), płaskorzeźba, 1902, Muzeum Historyczne Miasta Krakowa
- medalion, portret mężczyzny (gips), płaskorzeźba, ok. 1902, Muzeum Historyczne Miasta Krakowa
- tablica z płaskorzeźbą portretową na grobowcu Adama Chmiela (brąz) oraz plakietka portretowa Matki (brąz) na grobowcu na cmentarzu Rakowickim w Krakowie
- płaskorzeźba Zdjęcie z Krzyża (gips), kaplica grobowa w Mycowie, 1904 – obecnie w kościele w  Tarnawie Dolnej (koło Wadowic)
- fryz Wjazd Chrystusa do Jerozolimy (gips patynowany na brąz), 1904, Kościół św. Franciszka z Asyżu w Krakowie, (obiekt prezentowany na Pierwszej Wystawie Współczesnej Polskiej Sztuki Kościelnej im. P. Skargi w Krakowie w roku 1911)[10]
- fryz Wjazd Chrystusa do Jerozolimy (marmur kararyjski) w kaplicy Jezusa Miłosiernego w Katedrze Łacińskiej we Lwowie, 1904
- portret syna (Karol Bunsch), popiersie (gips polichromowany), ok. 1906, zb. prywatne
- główka dziewczynki, studium portretowe (gips polichromowany), ok. 1907, zb. prywatne
- medalion portretowy posła Józefa Głębockiego (brąz), Poznań, ok. 1909
- rzeźba Psyche (marmur), 1914, Muzeum Narodowe w Krakowie
- oraz drobne rzeźby i płaskorzeźby portretowe w zbiorach prywatnych

## Galeria

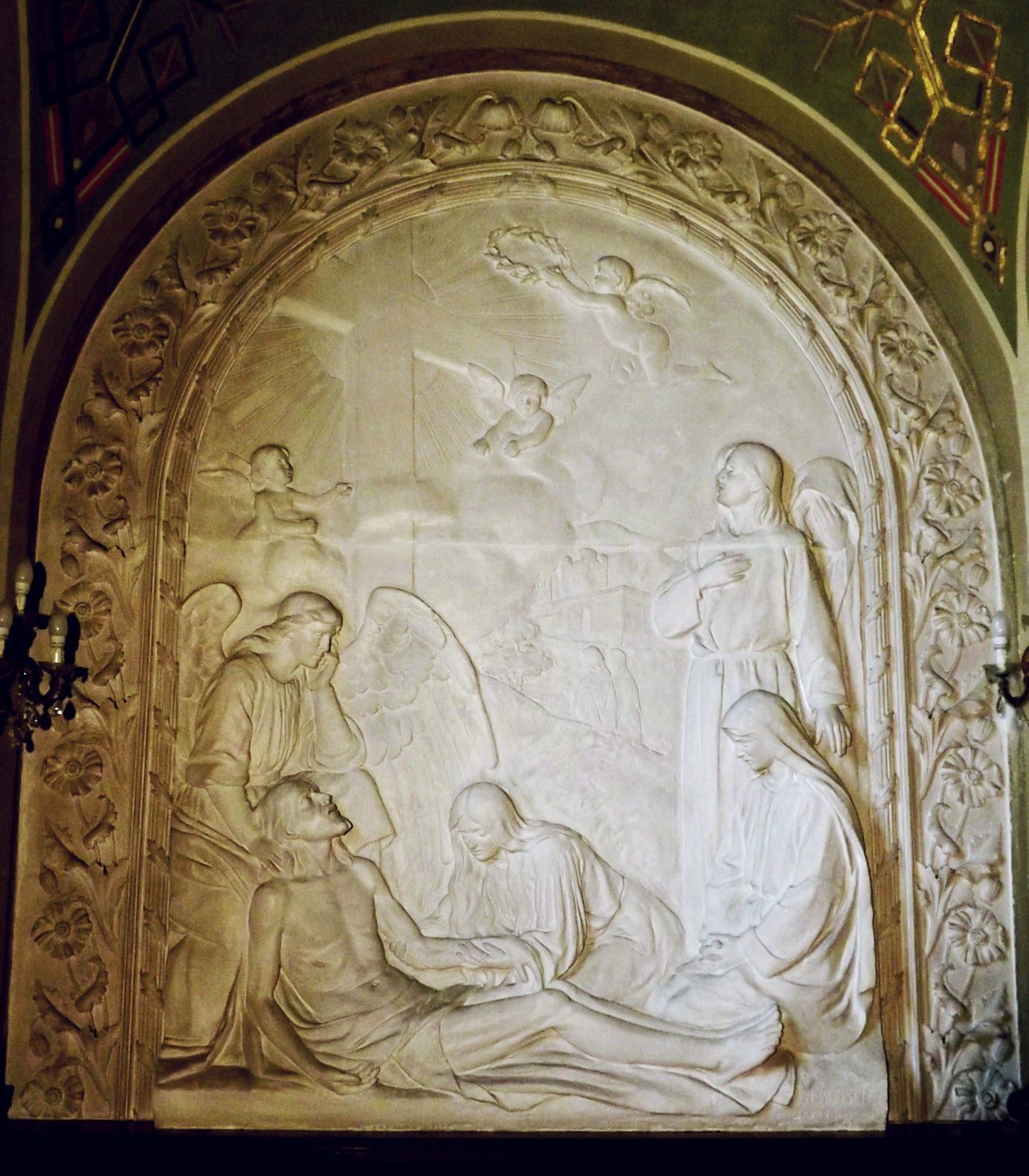
Alojzy Bunsch – Zdjęcie z Krzyża, 1904, Myców, ob. Tarnawa Dolna
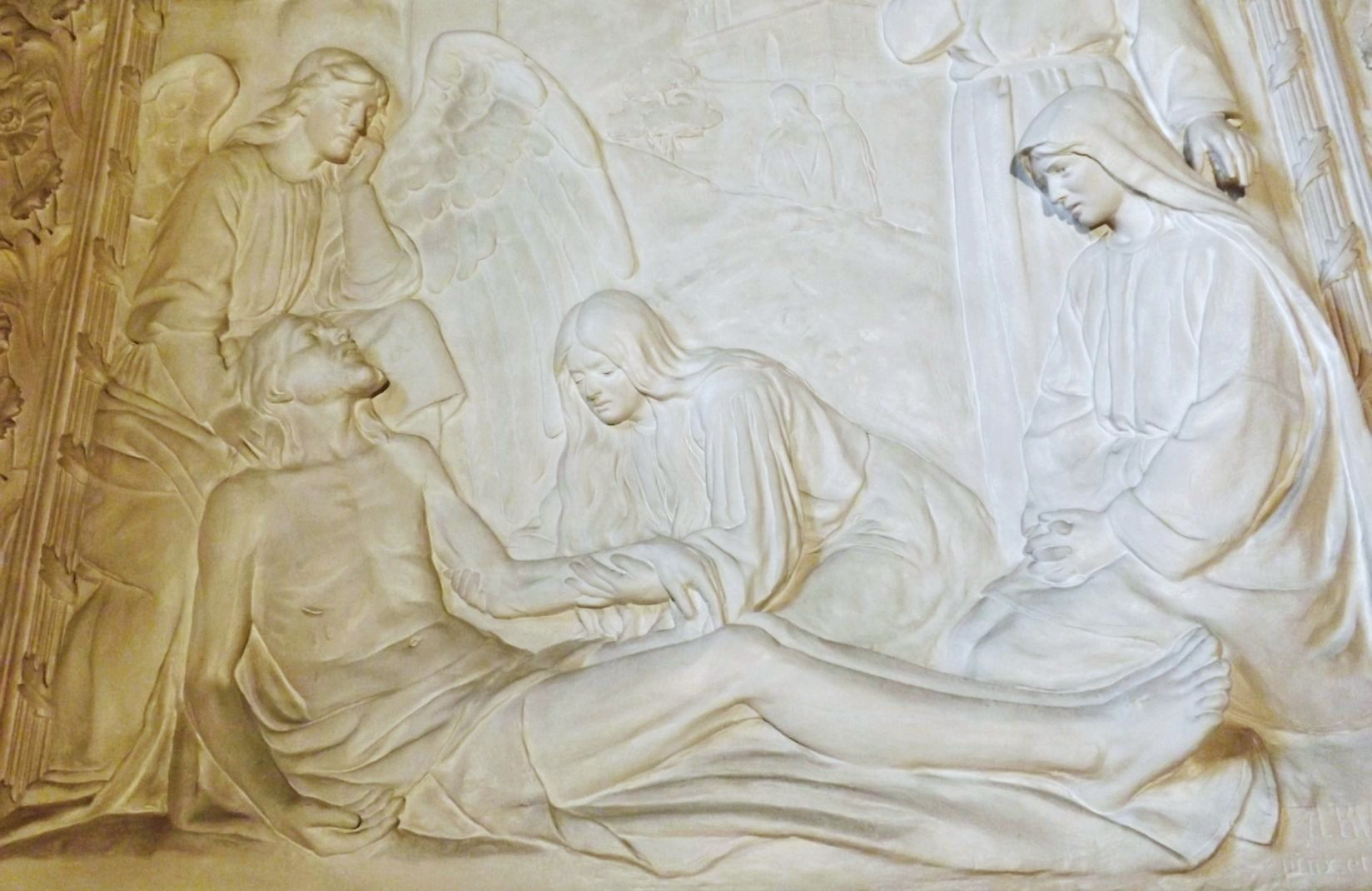
Alojzy Bunsch – Zdjęcie z Krzyża, 1904, centralna część kompozycji
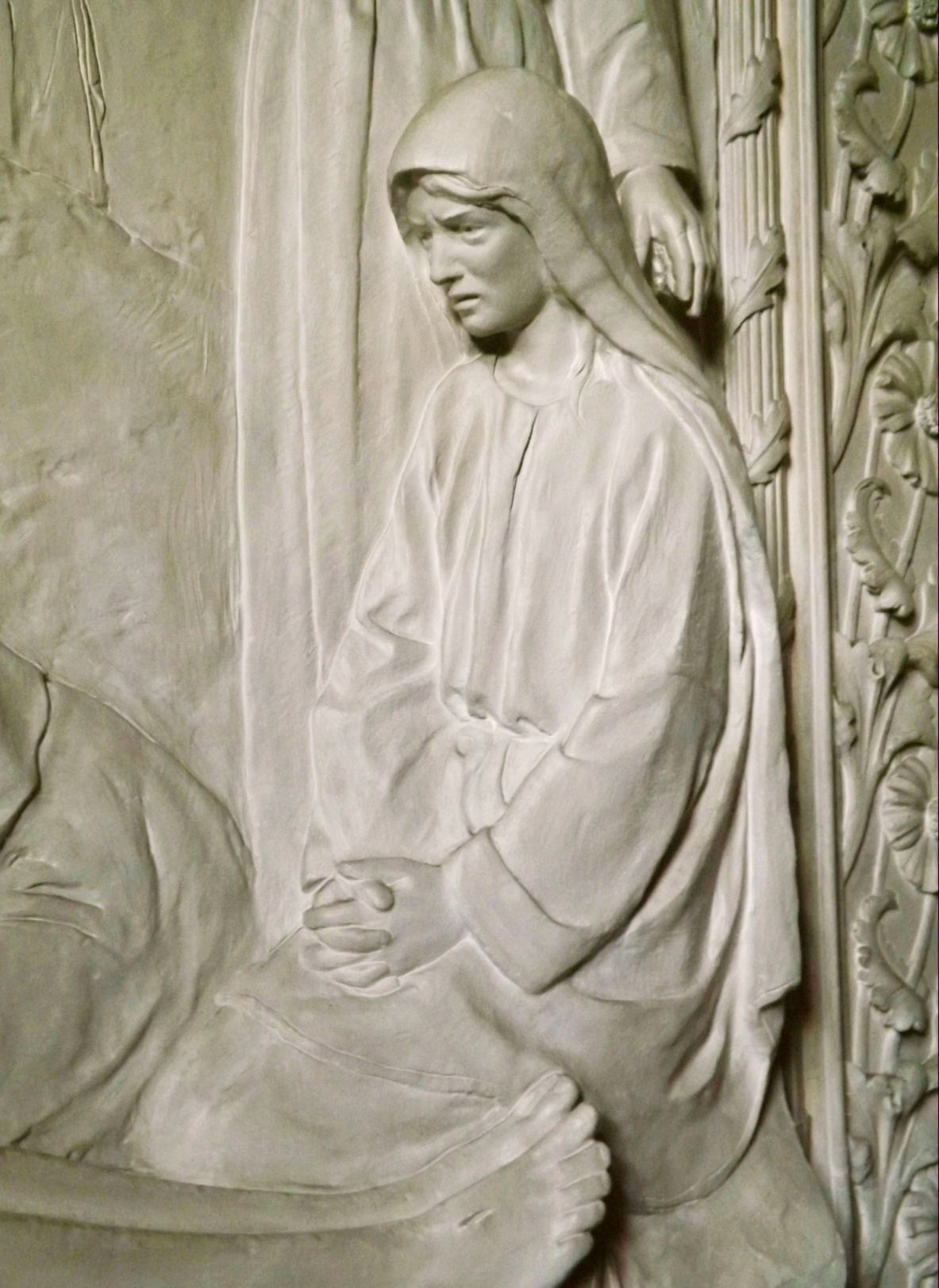
Alojzy Bunsch – Zdjęcie z Krzyża, 1904, postać Matki Boskiej
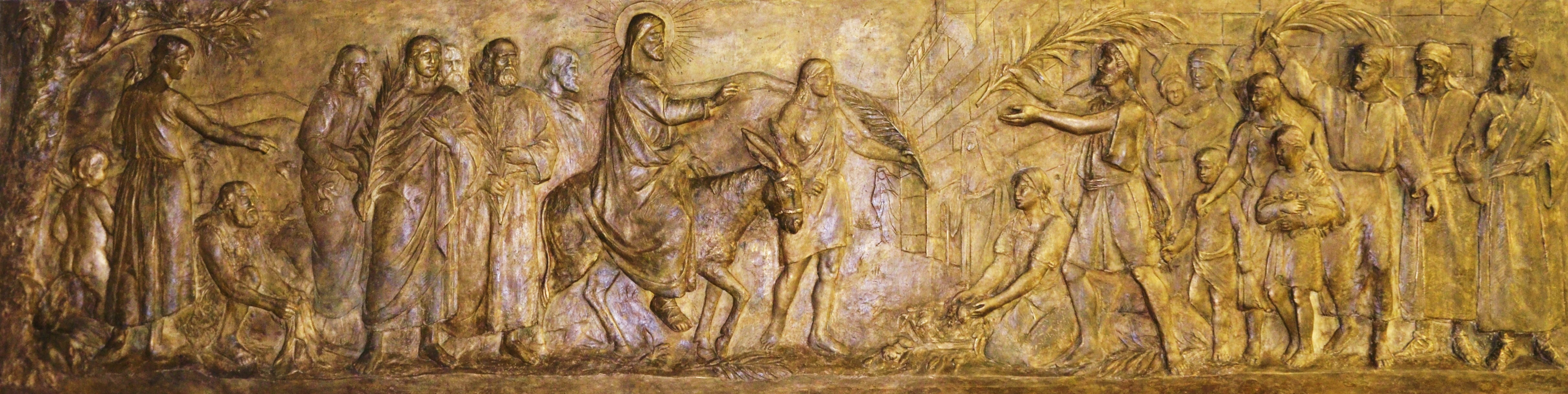
Alojzy Bunsch – Wjazd Chrystusa do Jerozolimy, 1904, Kościół Franciszkanów w Krakowie
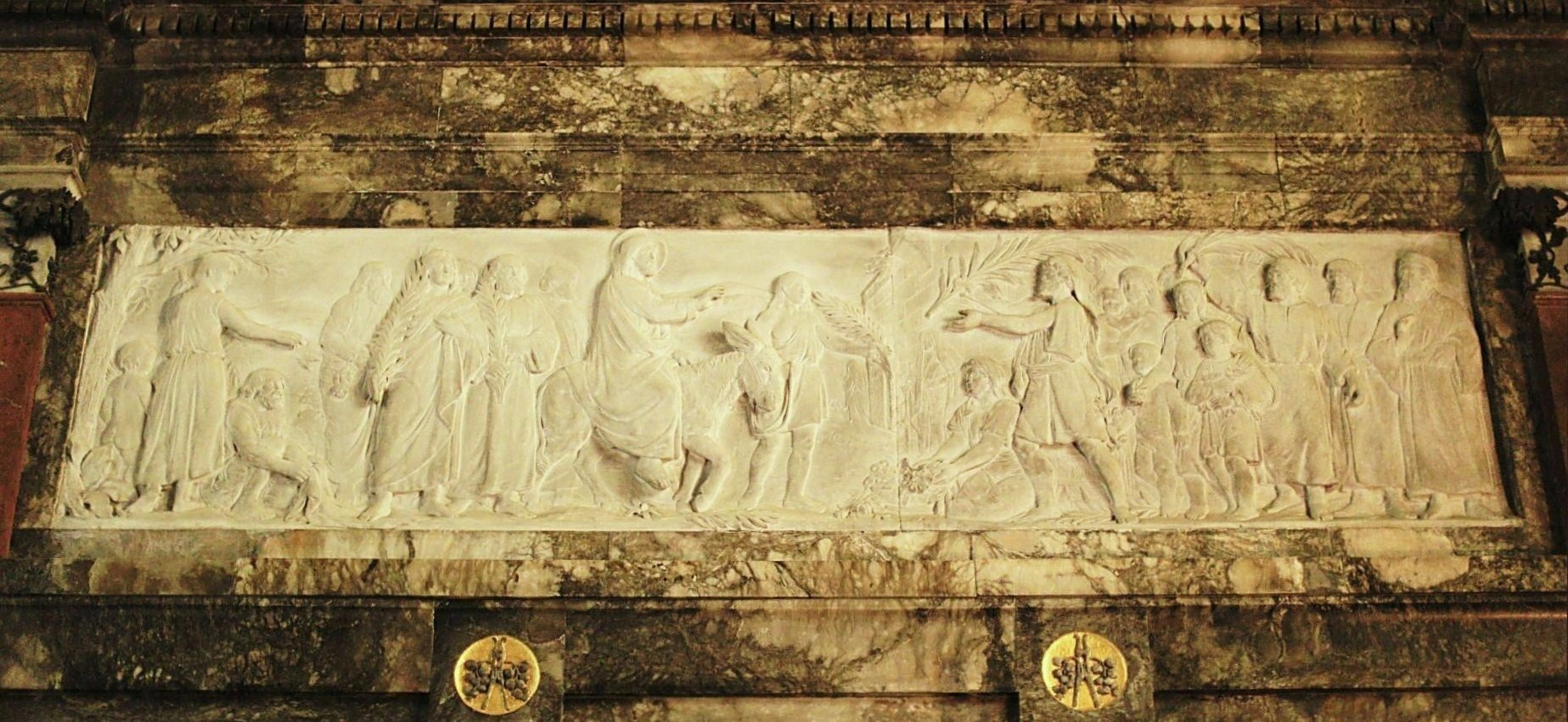
Alojzy Bunsch – Wjazd Chrystusa do Jerozolimy, 1904, Katedra we Lwowie
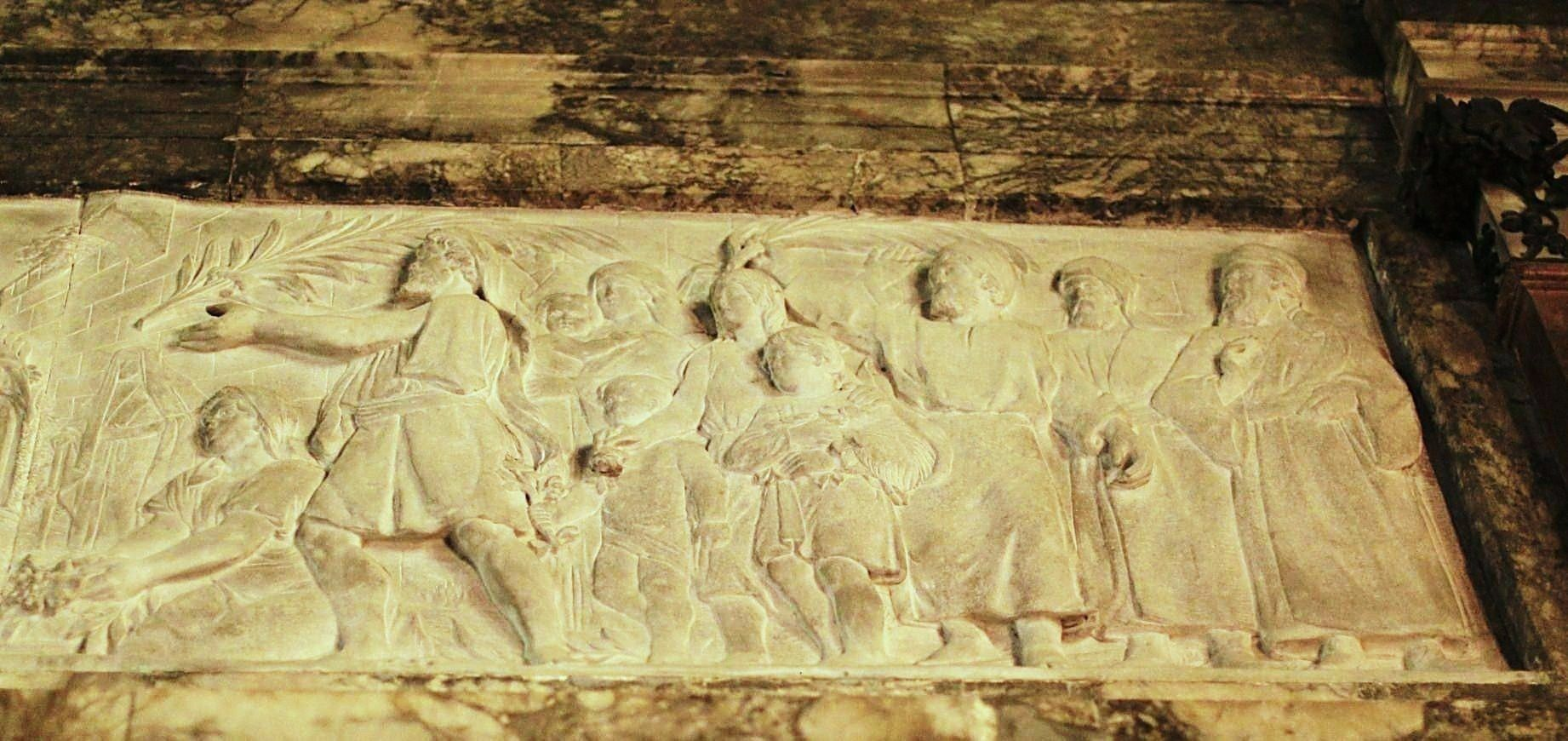
Alojzy Bunsch – Wjazd Chrystusa..., 1904, Katedra we Lwowie, fragment
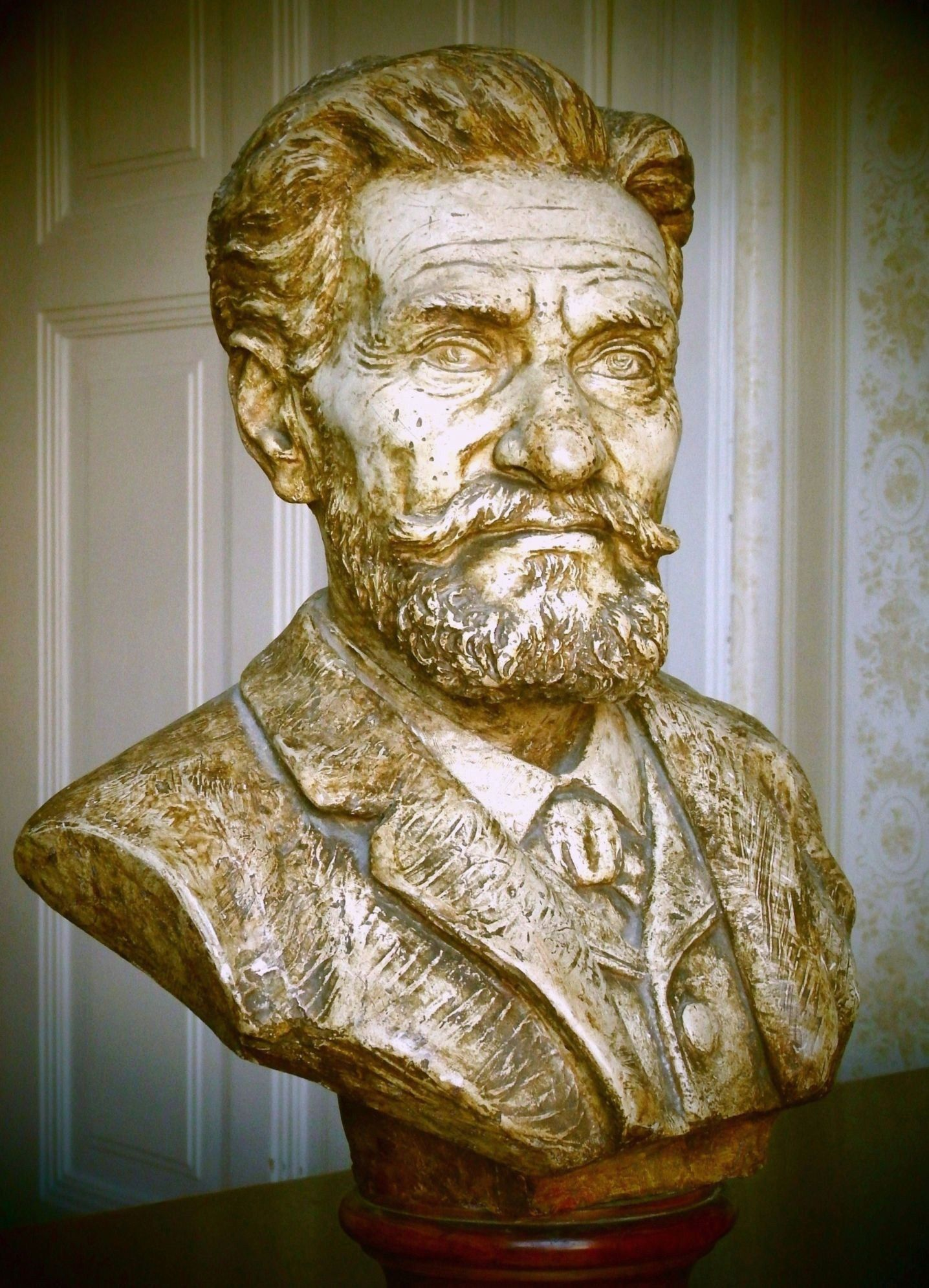
Alojzy Bunsch – portret prof. E. Medweckiego, ok. 1897, zb. prywatne
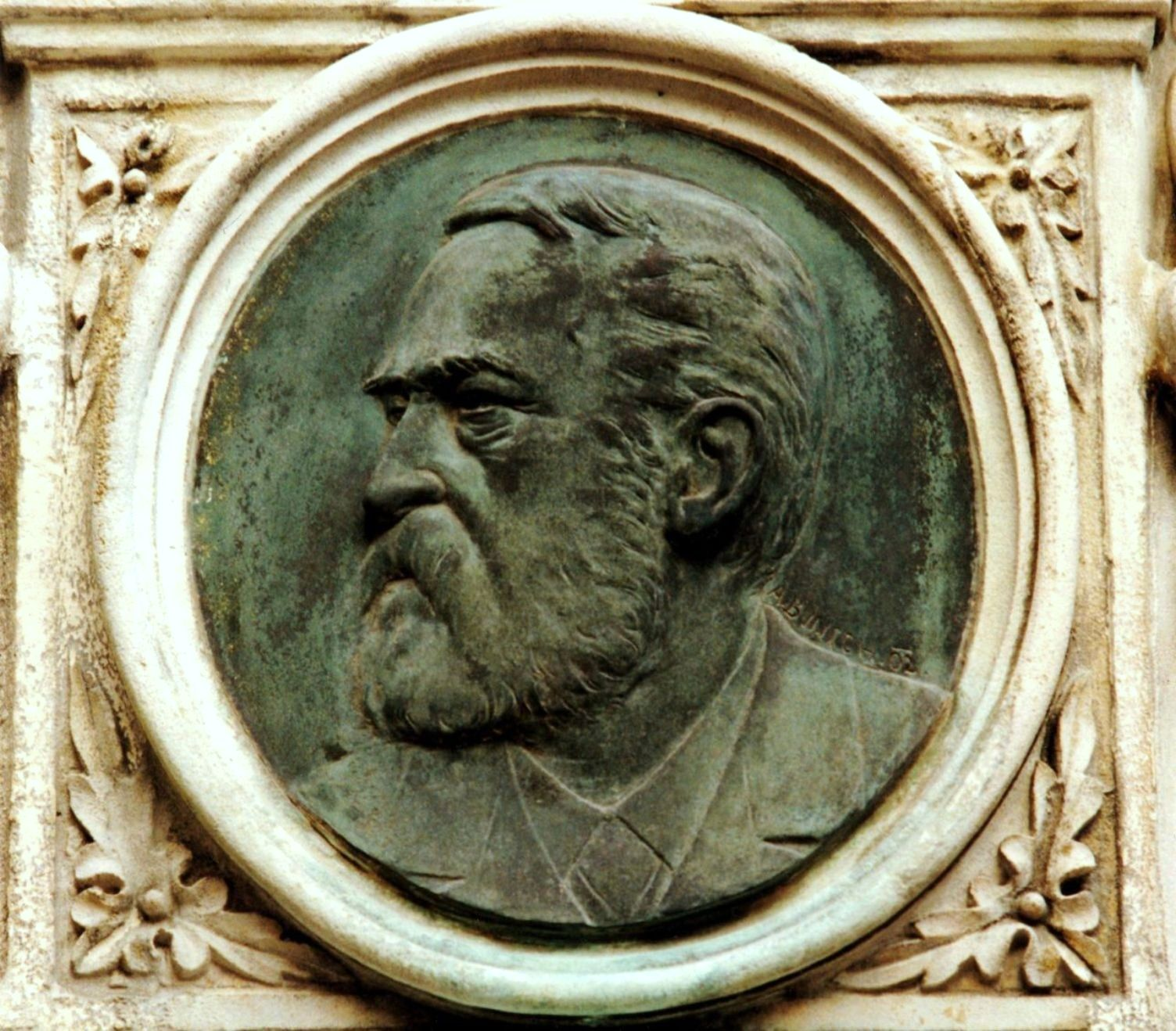
Alojzy Bunsch – medalion portretowy (W. Łuszczkiewicz), 1902, Kościół Mariacki w Krakowie
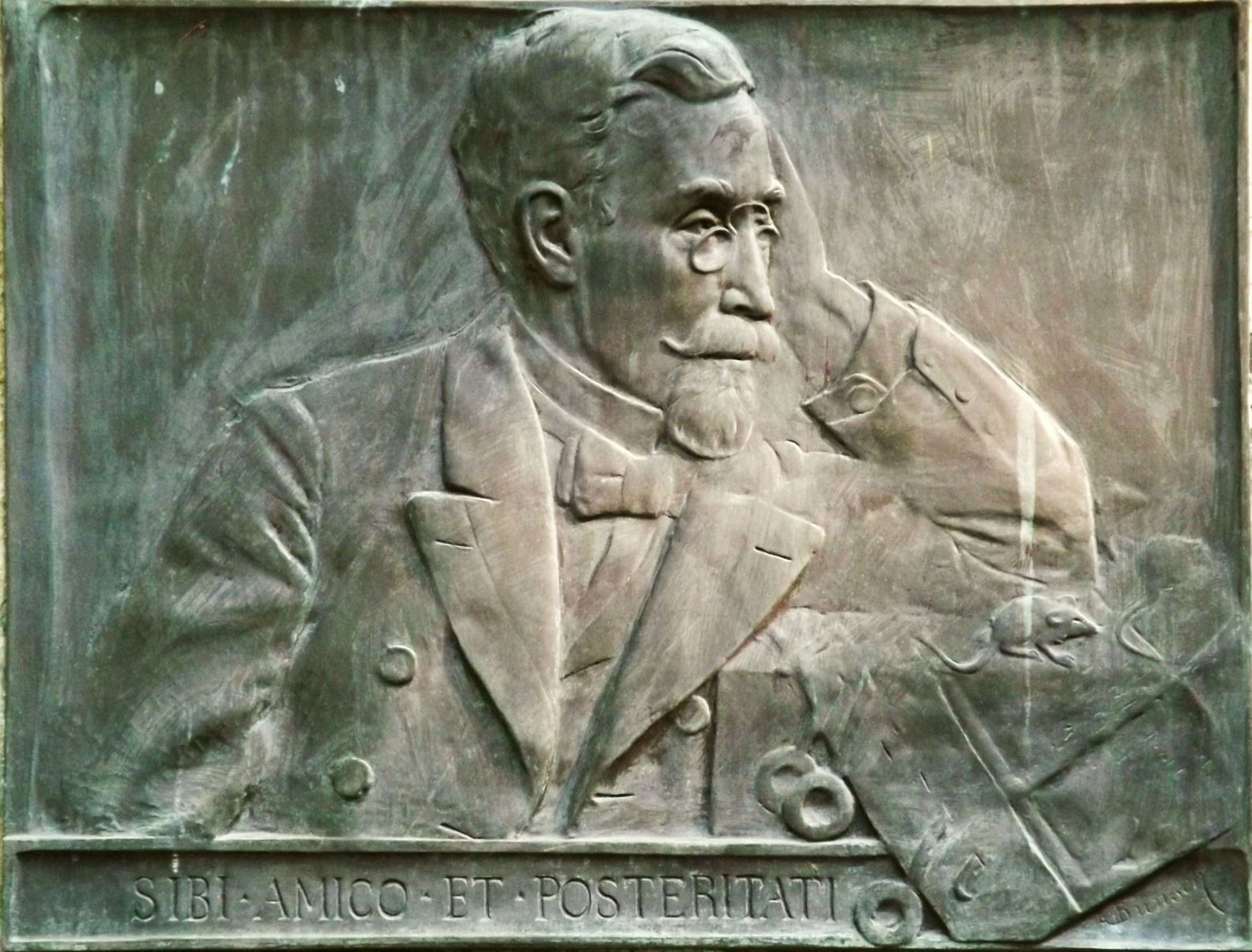
Alojzy Bunsch – portret A. Chmiela, ok. 1900
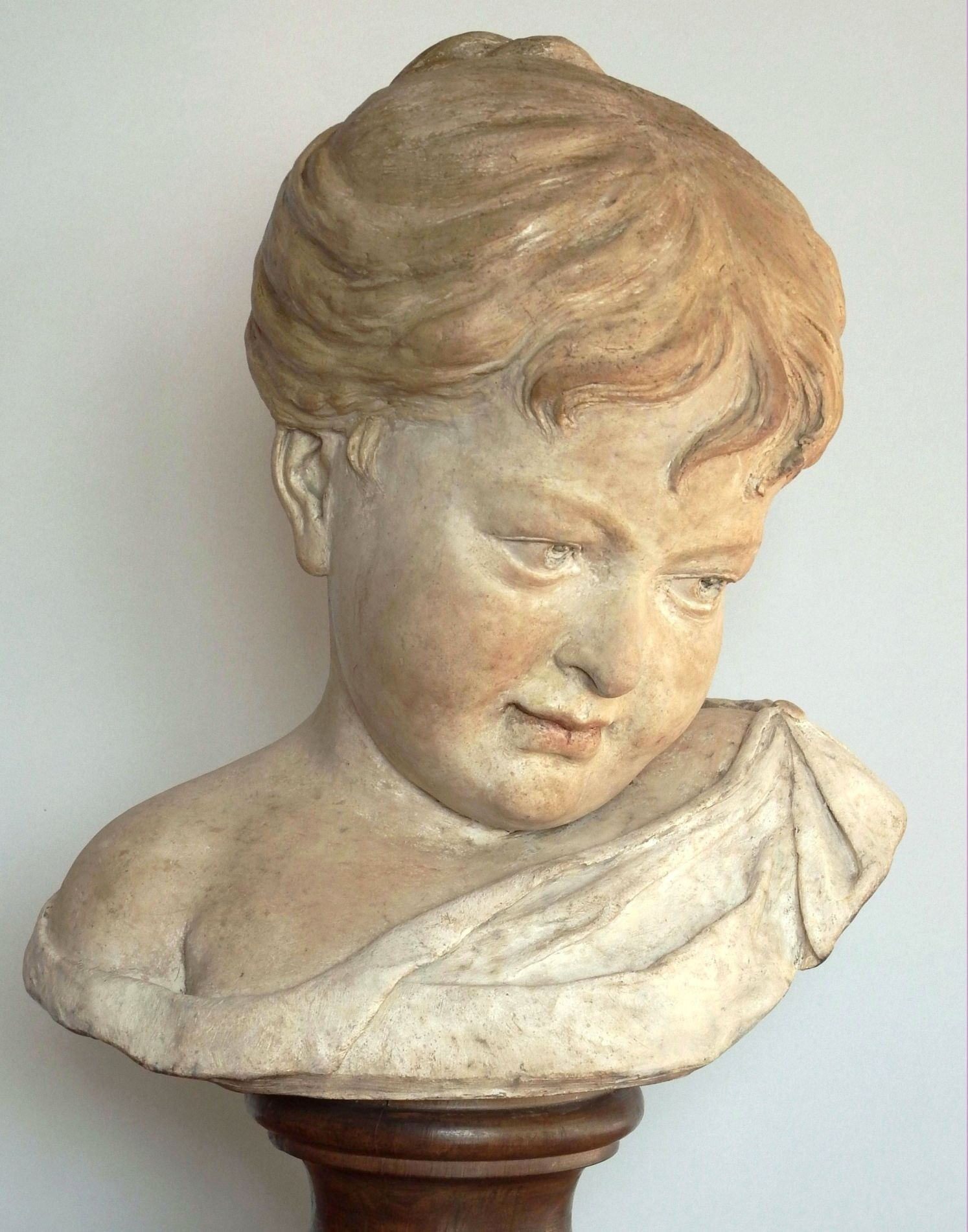
Alojzy Bunsch – główka dziewczynki, ok. 1907, zb. prywatne
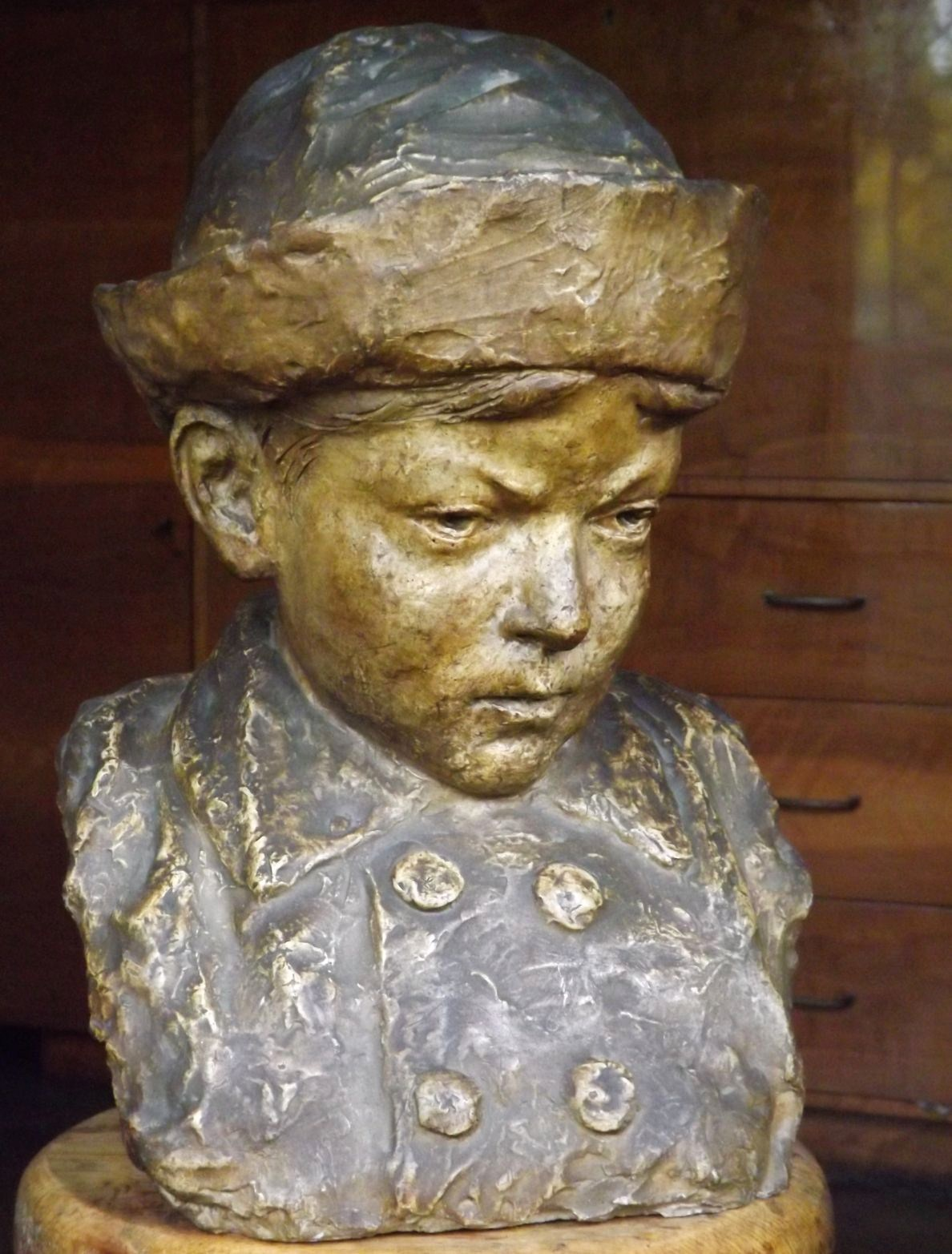
Alojzy Bunsch – portret syna (Karol Bunsch), ok. 1906, zb. prywatne
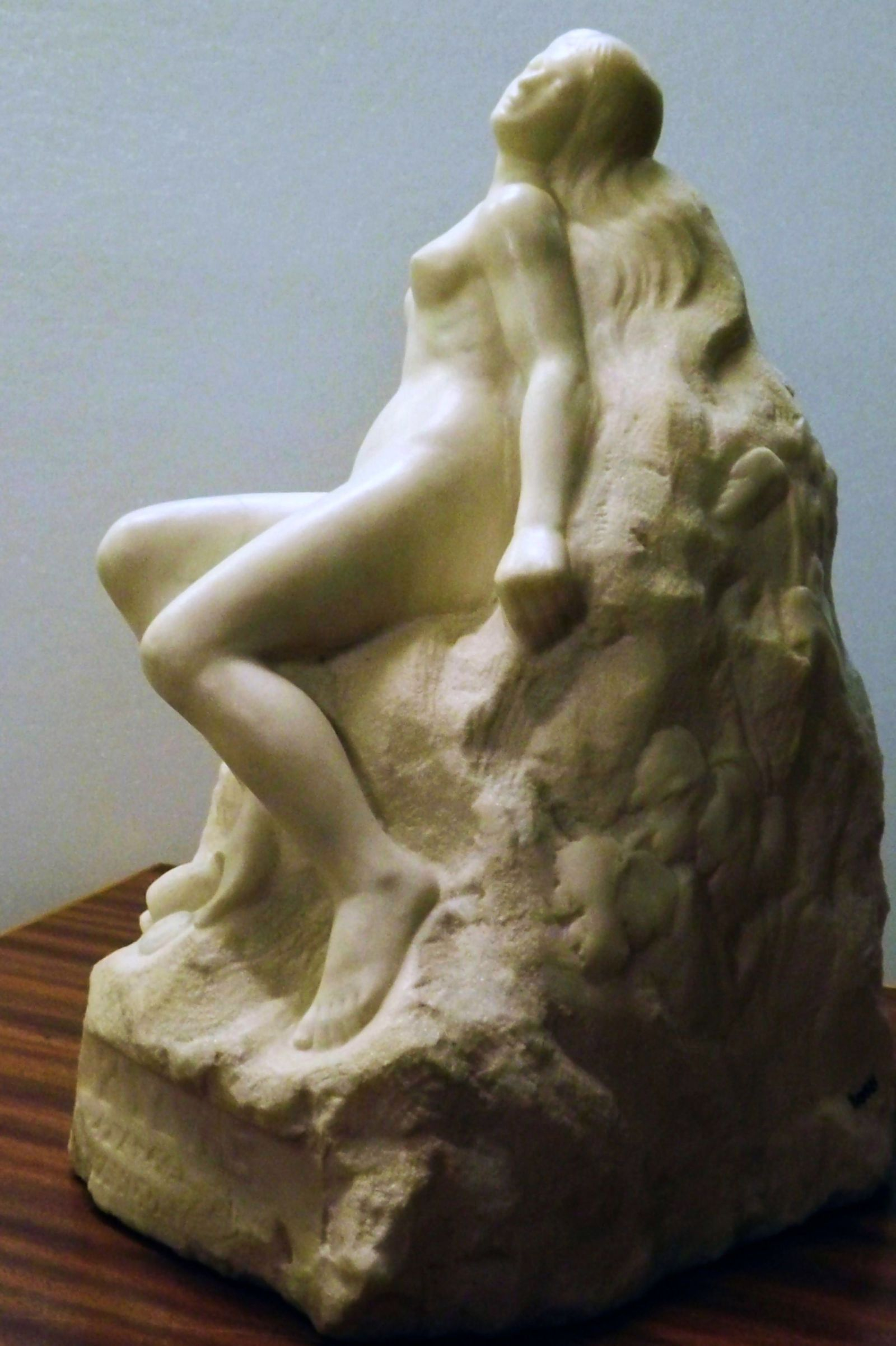
Alojzy Bunsch – rzeźba Psyche, 1914, Muzeum Narodowe w Krakowie
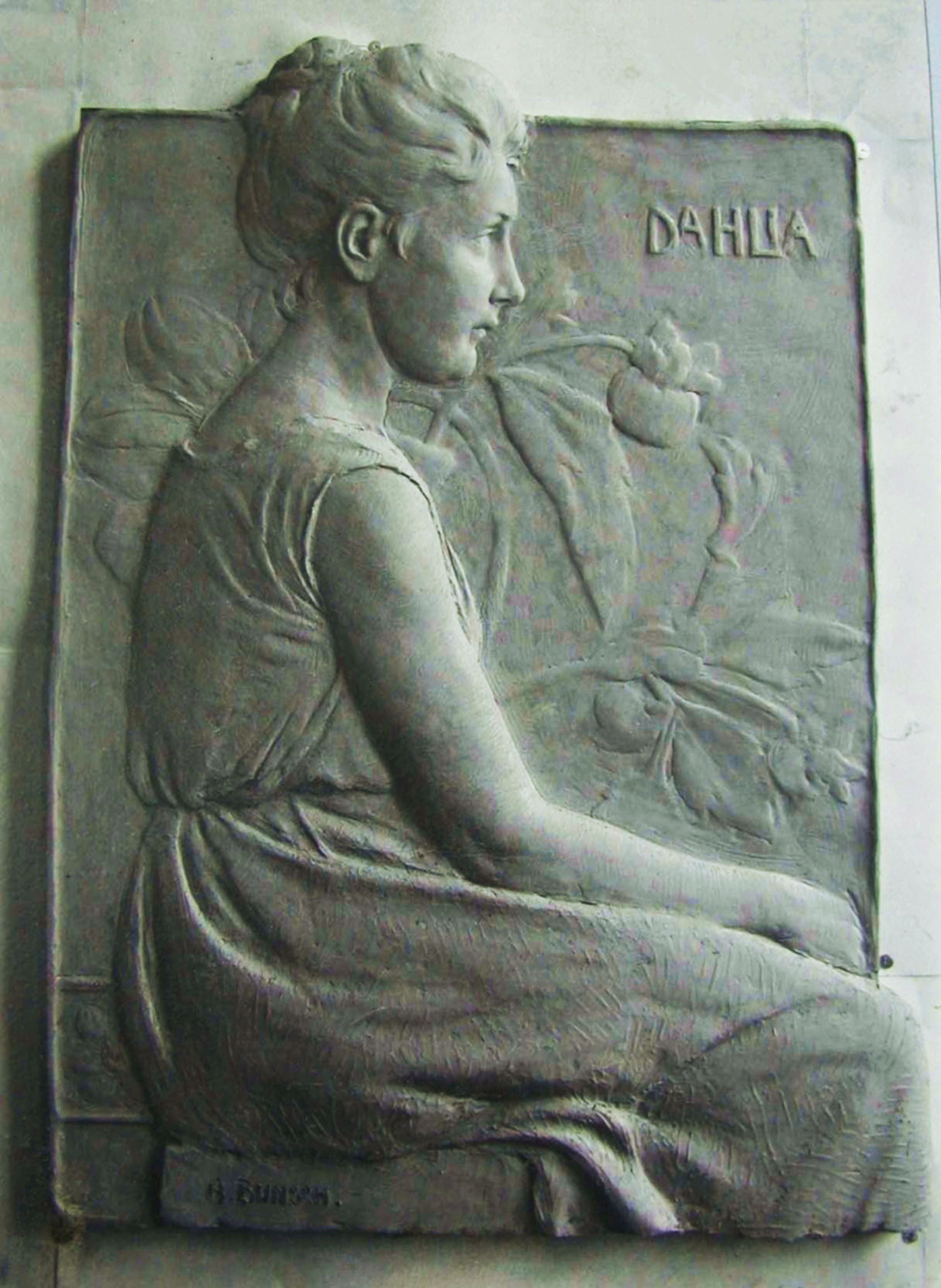
Alojzy Bunsch – płaskorzeźba Dalia (zaginiona), 1902